# Bakewell Bridge Motors
Bakewell Bridge Motors – australijski konstruktor samochodów wyścigowych.

## Historia
Początkowo właścicielem firmy był Dud Dansie. W 1959 roku Dansie zakupił dwa silniki Holden o mocy 160 KM, zmodyfikowane przez Davida Dunstana, który zastosował w nich zawory obrotowe. Dansie używał samochodów BBM-Holden w roku 1960, wygrywając w marcu wyścig Neil Milhinch Trophy. Chociaż ten samochód osiągał stosunkowo dobrą prędkość, to był awaryjny. Ten samochód był jeszcze zgłoszony do Grand Prix Australii 1961, w którym Dansie jednak nie wystartował. W 1962 roku BBM zbudował drugi model, stosujący silniki Mercedesa 2,2 litra, używany w Formule Tasman w latach 1964–1965. W 1995 roku ten samochód nabył Ken Williams.